# Valdemar Christian, greve til Slesvig og Holsten
Valdemar Christian, (født 26. juni 1622 på Frederiksborg Slot, død 29. februar 1656 i Lublin i Polen-Litauen), greve til Slesvig og Holsten, var søn af kong Christian 4. og Kirsten Munk. Ejer af Valdemars Slot på Tåsinge, der er opkaldt efter ham.